# تیسمنیتسیا
۴۸°۵۴′۰۳″ شمالی ۲۴°۵۰′۵۷″ شرقی / ۴۸٫۹۰۰۸۳°شمالی ۲۴٫۸۴۹۱۷°شرقی
شهر تیسمنیتسیا (به روسی: Тисмениця) در استان ایوانو فرانکیسوک در کشور اوکراین واقع شده‌است. جمعیت این شهر ۹٬۷۹۰ نفر است.